# Herrad de Landsberg
Herrad de Landsberg (1130 – 25 de julho de 1195) foi uma freira e abadessa francesa originária da Alsácia, que atuou no século XII na Abadia de Hohenburg nas Montanhas Vosgos. Ela é conhecida por ser a autora da enciclopédia em figuras Hortus deliciarum (O Jardim das Delícias).

## Biografia
Herrad de Landsberg nasceu em cerca de 1130 no castelo de Landsberg, na comuna de Heiligenstein, local onde morava uma nobre família da Alsácia. Ela entrou na Abadia de Hohenburg Abbey nas Montanhas Vosges, cerca de quinze milhas de Estrasburgo quando ainda era bem jovem.
A Abadia de Hohenburg, também conhecida como Monte São Odílio, era dirigida pela abadessa Relinda, uma freira enviada do mosteiro beneditino de Bergen, na Baviera. Devido ao seu apoio pelo Imperador do Sacro Império Romano-Germânico Frederico Barbarossa, a abadia foi extremamente bem sucedida e poderosa, bem como uma fonte de reforma. Na abadia, Herrad recebeu a educação mais abrangente disponível para as mulheres durante o século XII. À medida que crescia, ela ascendeu a uma alta posição no cargo na abadia, e logo foi encarregada de governar e educar suas colegas freiras. Após a morte de Relinda, Herrad foi eleita abadessa em 1167.
Como abadessa, Herrad trabalhou na reconstrução do mosteiro, bem como na consolidação das terras ao redor do mosteiro sob sua propriedade. Ela provou ser uma abadessa capaz e amada, e foi nessa época que começou seu trabalho no Hortus Deliciarum. Herrad foi abadessa por 28 anos, e continuou nesse ofício até sua morte em 1195. Adelaide de Faimingen foi sua sucessora.

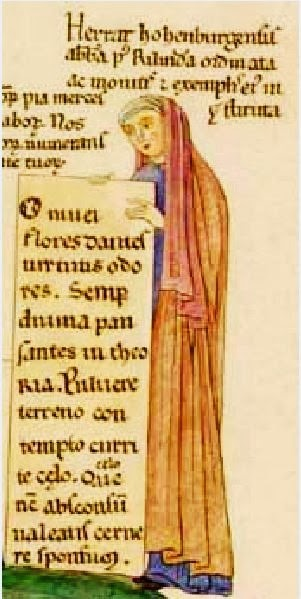
Autorretrato do Hortus deliciarum, c. 1180. A descrição em latim diz: "Herrat hohenburgensis abbatissa post Rilindam ordinata ac monitis et exemplis eius instituta". Essas são as palavras iniciais da descrição da última miniatura (fol. 322-323) da obra de maior destaque de Herrad de Landsberg.

## Hortus Deliciarum
Por volta de 1165, Herrad começou, dentro do claustro, o trabalho pelo qual ficou conhecida, o Hortus Deliciarum, no qual incluiu um autorretrato. Trata-se de um compêndio de todas as ciências estudadas naquela época. Muitas das ilustrações são representações simbólicas de temas teológicos, filosóficos e literários. Foi escrito para as mulheres do convento de Herrad, a fim de promover o ensino de material bíblico, moral e teológico, e foi concluído em 1185. Nele, Herrad mergulha na batalha da Virtude e do Vício com imagens visuais vívidas que precedem o texto.
O manuscrito original consistia em 648 páginas, sendo 324 folhas de pergaminho. A maior parte da obra está escrita em latim, com aproximadamente 1250 palavras em alemão. A obra mostra uma ampla gama de leituras. Sua principal reivindicação de distinção são as 336 ilustrações que adornam o texto. Muitas deles são representações simbólicas de temas teológicos, filosóficos e literários; alguns são históricos, alguns representam cenas da experiência real da artista, e um é uma coleção de retratos de suas irmãs na religião. A técnica foi muito admirada, e, em quase todos os casos, eles mostram uma imaginação artística rara nos contemporâneos de Herrad.
Enquanto outros artistas e escritores contribuíam para o Hortus deliciarum, ele foi amplamente compilado, escrito e editado por Herrad. Muitos dos poemas e hinos foram escritos por Herrad, e especula-se que grande parte da arte também foi criada sob a direção de Herrad.

## O destino do manuscrito
Após ter sido preservado por séculos na Abadia de Hohenburg, o manuscrito do Hortus Deliciarum foi para a Biblioteca Municipal de Estrasburgo na época da Revolução Francesa. Lá, as iluminuras foram copiadas em 1818 por Christian Moritz (ou Maurice) Engelhardt. Apesar do original ter sido destruído no incêndio da Biblioteca de Estrasburgo no cerco de 1870 na Guerra Franco-Prussiana, ainda podemos avaliar o valor artístico e literário da obra de Herrad.